# Feldebrő
Feldebrő è un comune dell'Ungheria di 1.155 abitanti (dati 2001). È situato nella contea di Heves.